# Fauna auxiliar

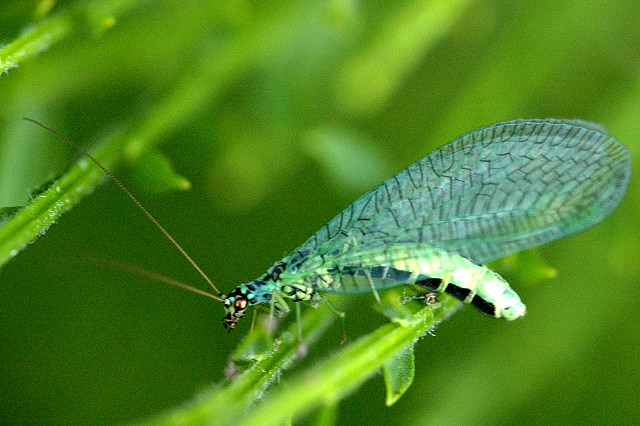
Chrysopa perla és un dels insectes més emblemàtics de la fauna auxiliar en agricultura

Fauna auxiliar és com s'anomena en fitopatologia a tots aquells animals, generalment invertebrats, que són útils per combatre una plaga en els conreus. D'una forma més general es parla d'organismes beneficiosos.
Generalment la fauna auxiliar es refereix a insectes, aràcnids i nematodes que actuen com depredadors d'altres animals considerats nocius. També s'hi inclouen com organismes beneficiosos algunes plantes, bacteris, fongs i determinats virus.
Els beneficis inclouen el control biològic, la pol·linització i el manteniment de la salut del sòl.
El terme oposat al d'organisme beneficiós és el de plagues animals, els quals són organismes que es considera que van en contra del procés de creixement.
En la pràctica dels tractaments contra plagues portats a terme en la pràctica agrícola es tracta d'evitar afectar els insectes que ajuden a portar el control de les plagues.

## Insectes
Uns exemples molt coneguts de fauna auxiliar la constitueixen les marietes i les crisopes, gran devoradores de pugó. Moltes espècies d'himenòpters són predadors d'insectes perjudicials.

## Nematodes
Certs cucs nematodes microscòpics són beneficiosos donat que destrueixen i controlen les poblacions de larves perjudicials per a les plantes.

## Microorganismes
Molts tipus de microorganismes que viuen en els sòls són els responsables de reciclar els nutrients i d'altres activitats que mantenen la fertilitat del sòl. Entre aquests microorganismes s'hi inclouen bacteris fotosintètics (Rhodopseudomonas sp.), bacteris de l'àcid làctic (Lactobacillus sp.), llevats (Saccharomyces sp.) i fongs de la fermentació

## Altres animals
Els ocells i altres animals poden millorar les condicions de creixement. Molts ocells dispersen les llavors i en faciliten la germinació quan dipositen els seus excrements. Altres animals com, per exemple les guineus o els ossos també ho fan.

## Plantes
Algunes plantes que s'associen als conreus principals també resulten beneficioses, per exemple algunes plantes atrauen les plagues que d'aquesta manera no ataquen el conreu principal i les essències volàtils d'altres els allunyen (els repel·leixen).

## Controvèrsia
En el cas de l'agricultura el tema dels organismes beneficiosos està envoltat de controvèrsia. Gran part d'això és per l'efecte que tenen els productes agroquímics com són els insecticides, els herbicides i els molt usats fertilitzants de síntesi química. Es creu que l'ús d'aquests productes ha afectat negativament l'ecosistema agrari.